# خوان غوتيريز
خوان غوتيريز (بالإسبانية: Juan Gutiérrez Arenas)‏ (11 فبراير 1990 بسانتياغو في تشيلي - ) هو لاعب كرة قدم تشيلي في مركز الوسط. لعب مع ديبورتيفو نوبلينس ‏ وDeportes Temuco ‏ وA.C. Barnechea ‏ واتحاد سان فيليبي ‏.

## وصلات خارجية
- خوان غوتيريز على موقع قاعدة بيانات كرة القدم.إي يو (الإنجليزية)
- خوان غوتيريز على موقع Soccerway.com (الإنجليزية)
- خوان غوتيريز على موقع عالم كرة القدم.نت (الإنجليزية)